# 広末涼子のがんばらナイト
広末涼子のがんばらナイト（ひろすえりょうこのがんばらナイト）は東京FM、JFN系列にて1996年4月3日から2000年3月29日まで毎週水曜23:25～23:55に放送された情報番組で広末涼子の冠番組である。同時間帯月曜日 - 木曜日の「それゆけ!ナイトバスターズ」枠の1番組。
広末がイメージキャラクターを務めるNTT DoCoMoおよび明治製菓提供で、商品名にまつわるコーナーも存在した。構成作家は宮島伸浩。後継番組は金曜日に曜日移動した「広末涼子のRHラブ・アンリミテッド」。
ときおりナレーションとして柴田玲（当時TOKYO-FMアナウンサー）が声の出演をしており、番組では「がんばらナイトお姉さん」と呼ばれていた。

## 番組内容
- 水曜の雑談
- 手軽にできる合格占い100
- 物まね王座決定戦
- 広末セレクション
- サークルH
- 初めてのバイト1999
- 初めてのバイト2000
- 広末ゼミ
- 運命の星座ツアー
- ハガキでガルボ

エンディングのコーナーで、リスナーからのハガキを広末が読む。当初のタイトルは「ハガキでパックンチョ」だったが、リスナーからの指摘を受けて、当時自らCM出演していた「ガルボ」に改めた。後に「告知でガルボ」に改題し、ドラマの出演情報、CDイベント情報、写真集情報などを紹介するコーナーとなる。

## 主なエンディングテーマ
自身のシングル曲のカップリングが主に使用された。